# Burgstall Buschl
Die im Volksmund Burgstall Buschl oder auch Burgstall am Dürrenberg genannte Anlage ist eine unbekannte abgegangene, hochmittelalterliche Höhenburg auf 541,3 m ü. NHN, die sich einst nordnordwestlich von Wolfsbronn am Rande des Dürrenberges am Hahnenkamm erhob. Der Burgstall befindet sich in etwa 600 Meter Entfernung von der Ortsmitte von Wolfsbronn in der Gemeinde Meinheim im mittelfränkischen Landkreis Weißenburg-Gunzenhausen in Bayern. Die frühe Geschichte dieser Burg ist nicht bekannt. Heute sind von dem als Bodendenkmal geschützten Objekt noch der Halsgraben, Wälle und möglicherweise die Stelle des Bergfrieds sichtbar.

## Geschichte
Die Gründungszeit dieser Burg ist nicht bekannt, erbaut wurde sie wohl während des 12. Jahrhunderts. Sie war vermutlich der Sitz des Wolfsbronner Ortsadels, 1180 wurde ein „Chono de“ (von) „Woluesprunnen“ genannt. Die Herren von Wolfsbronn wahren Ministeriale der Eichstätter Bischöfe, in deren Besitz sich die Burg auch befand. Auch zum Ende der Burg gibt es keine genauen Angaben, im Jahr 1488 wurde sie als „purchstall“ bezeichnet.
In welchen Zusammenhang der Burgstall Buschl mit der unmittelbar südlich gelegenen Lunkenburg steht, ist nicht genau bekannt.

## Beschreibung
Der einteilige Burgstall liegt am steil abfallenden Osthang des bewaldeten Dürrenberges, der sich über dem Wolfstal erhebt. Das Gelände der Burg wird von einem etwa 110 Meter langen und leicht nach außen gebogenen Halsgraben vom nach Westen ansteigenden Berghang abgeschnitten. Die Tiefe dieses Grabens beträgt heute noch zwei Meter, die Breite etwa zwölf Meter. Die Fläche der etwa trapezförmigen Anlage misst 110 mal 100 Meter und weist an der Nord-, Ost- und Südseite nur noch schwache Spuren einer einstigen Befestigung auf. Im Norden liegen die Reste eines 60 Meter langen Walls oberhalb der Hangkante, der Südseite wurde unterhalb der Hangkante ein heute nur noch sehr flacher Graben vorgelegt, dieser Hang wurde so künstlich versteilt.
Nach Westen befindet sich unmittelbar hinter dem Halsgraben ein rund acht Meter breiter Wall, er steigt 2,50 Meter aus der Sohle des Grabens empor, von der Burgfläche steigt er noch etwa einen Meter an. Dieser Wall ist der Rest der einstigen Burgmauer, seine Oberfläche ist durch Steinraub angegraben worden. Im südlichen Drittel der Wallstrecke ist eine hügelartige Erhebung zu sehen, ihre Maße sind 12 mal 17 Meter, ihre Höhe über dem Graben beträgt 3,50 Meter. Vermutlich ist dort die Stelle des früheren Bergfrieds. Die ehemalige Zufahrt verlief wohl durch einen Hohlweg unmittelbar südlich des Burgstalls, die weiteren Hohlwege, die sich durch das Burggelände ziehen, sind jüngeren Datums.